# Palluau-sur-Indre
Palluau-sur-Indre is een gemeente in het Franse departement Indre (regio Centre-Val de Loire) en telt 828 inwoners (1999). De plaats maakt deel uit van het arrondissement Châteauroux.

## Geografie
De oppervlakte van Palluau-sur-Indre bedraagt 41,1 km², de bevolkingsdichtheid is 20,1 inwoners per km².
De onderstaande kaart toont de ligging van Palluau-sur-Indre met de belangrijkste infrastructuur en aangrenzende gemeenten.

## Demografie
Onderstaande figuur toont het verloop van het inwonertal (bron: INSEE-tellingen).